# Mercurio (brigantino)
Il Mercurio (in francese e inglese: Mercure) fu un brigantino della marina francese donato al neocostituito Regno italico (1805-1814). Fu ufficialmente la prima nave battente la bandiera italiana tricolore.

## Storia

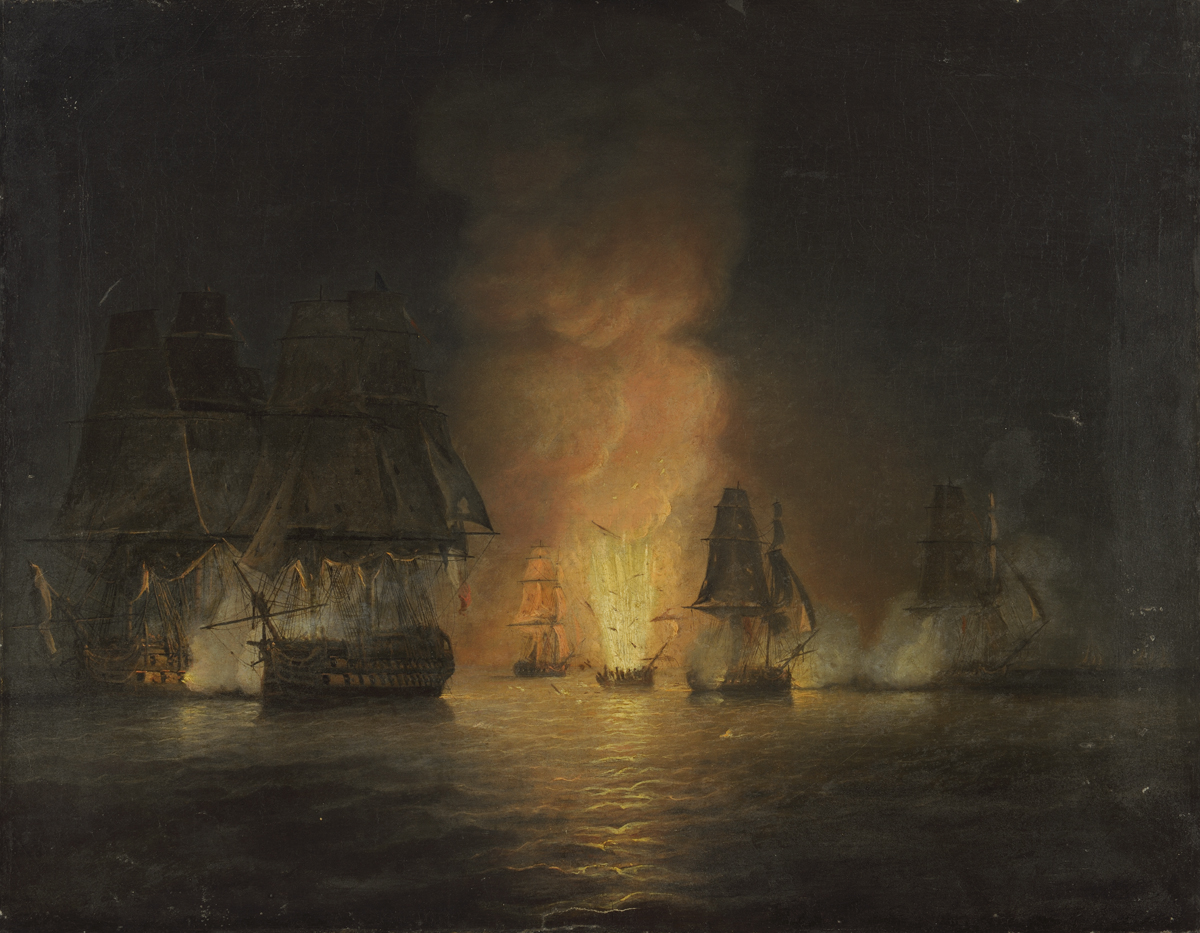
L'esplosione del Mercurio nel dipinto di Thomas Luny (1759–1837) "HMS Victorious alla presa della Rivoli" (olio su tela, Museo marittimo nazionale, Greenwich, Londra)

L'inizio dei lavori di costruzione del Mercure avvenne nell'aprile 1805 presso i cantieri navali di Genova. Dopo il varo del 17 luglio 1806, la nave entrò in servizio a Tolone (Francia) sotto Lacombe. Nel 1808 è resgistrata la sua presenza a Corfù e nel 1810 a Venezia. Il 14 giugno 1810 venne ceduta alla marina del Regno italico, insieme alla Cyclope e all'Écureuil, in cambio della fregata Favorite.
Il 22 febbraio 1812, mentre scortava il nuovo vascello Rivoli da 74 cannoni, insieme con i brigantini Mamelouk ed Eridano (ex Iéna), la squadriglia incontrò la forza britannica. In esito alla battaglia di Grado, il Mercurio combatté contro la HMS Weazel per 45 minuti, fino a quando il suo magazzino delle munizioni esplose, facendolo affondare all'istante e uccidendo rapidamente tutti i membri dell'equipaggio, esclusi 3 uomini che furono salvati dalla stessa Weazel.
In base ad uno studio del 2010 sui documenti storici delle marina francese e di quella britannica, è stato ipotizzato che l'esplosione della santabarbara del Mercurio potrebbe essere stata innescata dallo stesso comandante Giovanni Palicuccia in risposta al tentativo di ammutinamento dell'equipaggio che voleva arrendersi agli inglesi. Tale ricostruzione è basata sulle fonti francesi (che riportano l'affondamento come "incidente"), al contrario dei diari di bordo della Victorius e della Weazel (conservati a Londra presso gli Archivi nazionali di Kew) che registrano l'esplosione del Mercurio a seguito di una cannonata britannica.

## Il ritrovamento del relitto
Il relitto del Mercurio venne rinvenuto casualmente nel 2001 a circa 7 miglia al largo di Punta Tagliamento (tra Caorle e Lignano Sabbiadoro) alla profondità di 16 metri da un peschereccio le cui reti da pesca catturarono una carronata che riportava una punzonatura del 1806 della fonderia Du Creusot di Parigi. Dal 2002 sono state condotte diverse campagna archeologiche sottomarine, che consentirono di ritrovare nel 2005 lo scafo, in ottime condizioni.
I resti del relitto si trovano adagiati sul fondale in due punti distanti tra loro circa 55 metri: nella "zona A" è presente la parte più significa di prua, mentre nella "zona B" vi è il dritto di poppa. Tale dislocazione è compatibile con l'effettivo verificarsi di un'esplosione a bordo che spezzò la nave in due parti. Il ritrovamento degli scheletri di circa 10 marinai conferma che l'affondamento fu molto rapido.
Lo scafo in rame (40 x 10 metri), il fasciame e gli oltre 900 reperti in ottimo stato conservativo costituiscono un eccezionale esempio di archeologia dei relitti marini che consente di comprendere la vita di bordo dei marinai del Regno italico di inizio '800.

### Filmografia
- Sandro Lazzari, Il Mercurio, archeologia dal mare, su YouTube, 28 agosto 2015. URL consultato il 10 giugno 2016.